# Josephine Butler

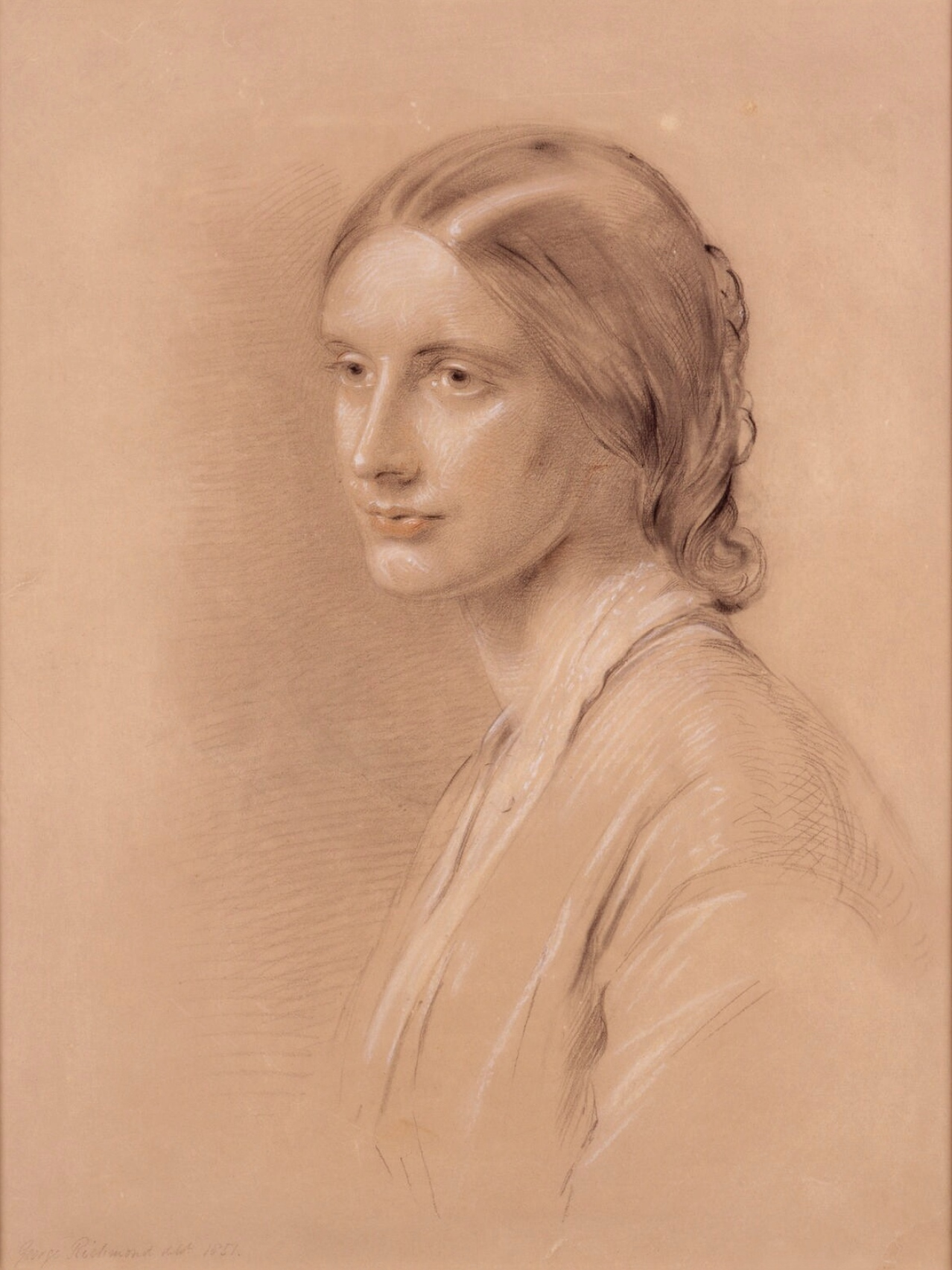
Josephine Butler, Zeichnung von George Richmond, 1851

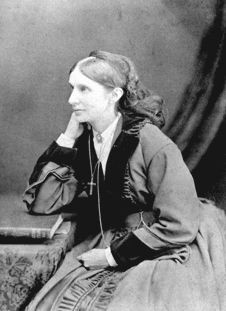
Josephine Butler, 1876

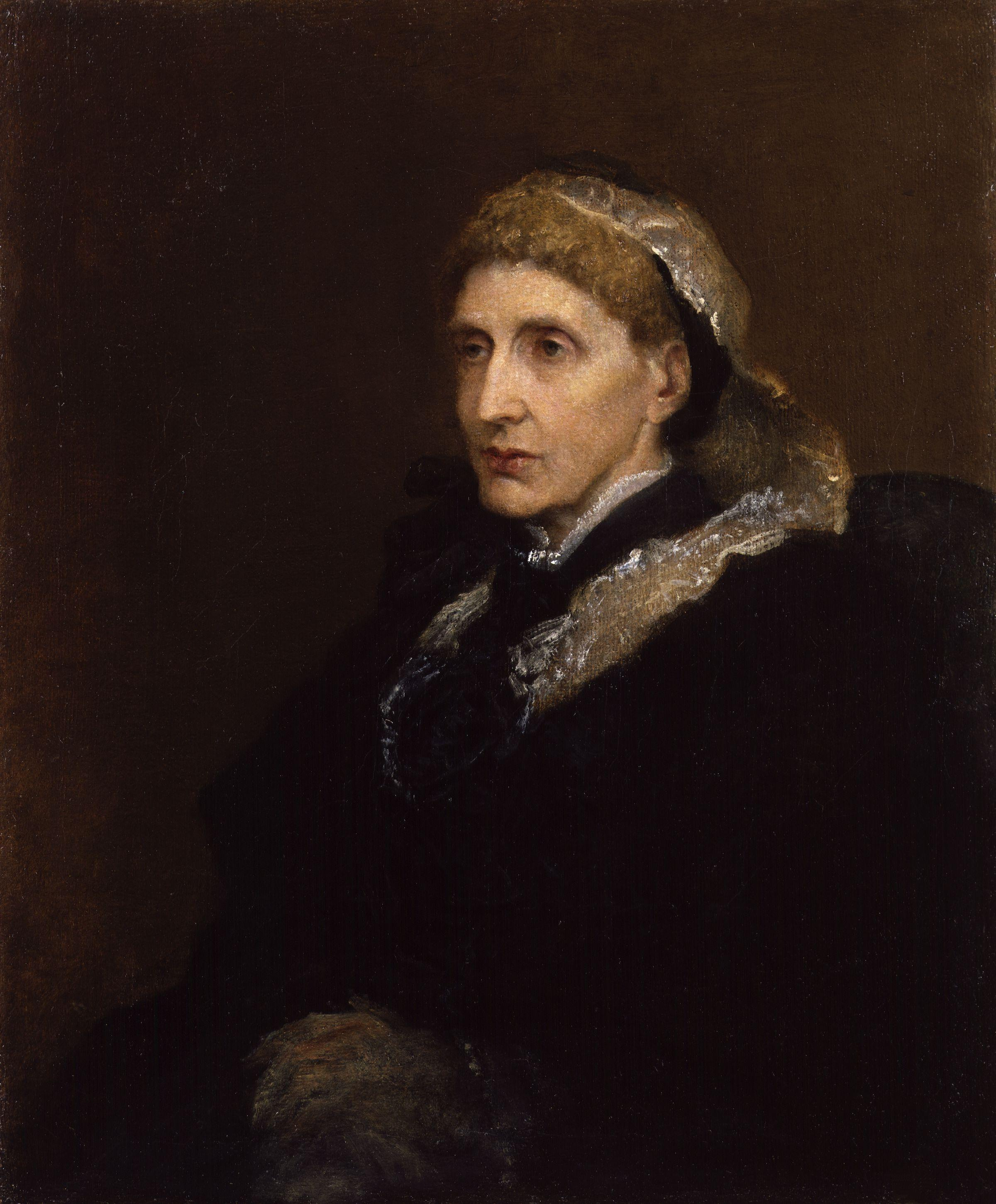
Porträt von George Frederic Watts, 1894

Josephine Elizabeth Butler (* 13. April 1828 in Milfield, Northumberland; † 30. Dezember 1906 in Wooler, Northumberland) war eine britische Feministin der Viktorianischen Ära und die Leitfigur in der Kampagne gegen die Contagious Diseases Acts (Gesetze zur Bekämpfung ansteckender Krankheiten). Vom französischen Soziologen Jean Baubérot wird Butler als eines der bedeutendsten Beispiele für die protestantische Verbindung von sittlichem und sozialem Engagement im 19. Jahrhundert eingeordnet.

## Leben und Werk

### Herkunft
Butler war das siebte Kind von John Grey und Hannah Annett. John Grey war ein landwirtschaftlicher Reformer und ausgesprochener Gegner der Sklaverei. Durch ihre Mutter Hannah Annett erhielt sie eine sehr religiöse Erziehung. Ihre Familie besaß weitgehende verwandtschaftliche Beziehungen. Ihr Vater war beispielsweise ein Cousin des zu den britischen Reformern zählenden Premierministers Charles Grey. Josephine Butlers Tante Margaretta Grey zählte zu den frühen Feministinnen des 19. Jahrhunderts.

### Beginn des öffentlichen Engagements
Josephine Butler heiratete 1852 den Erzieher und anglikanischen Priester George Butler, mit dem sie vier Kinder hatte. Zusammen mit ihrem Mann hatte sie sich seit dem Ausbruch des Amerikanischen Bürgerkriegs 1861 auf die Seite der Union gestellt und in Großbritannien sowohl für die Unterstützung dieser Kriegspartei als auch deren geplanten Abschaffung der Sklaverei geworben.
Aufgrund ihres Engagements gegen die Sklaverei besaß sie bereits Erfahrungen in der Durchführung einer politischen Kampagne, keinerlei Erfahrung dagegen als öffentliche Rednerin. Aufgrund ihres ehrenamtlichen Engagements in der Wohlfahrt war sie dafür mit den Lebensumständen von Prostituierten wohlvertraut. Unter den mittellosen Prostituierten, die im Liverpooler Arbeitshaus einsaßen, sowie denen, die in den Docks auf Kunden warteten, hatte sie für ein religiöseres Leben missioniert. Um über den Unfalltod ihrer einzigen Tochter hinwegzukommen, gründete sie selbst ein Heim, in dem Prostituierte Aufnahme fanden. Zumindest von zwei an Tuberkulose sterbenden Prostituierten ist bekannt, dass Josephine Butler sie in ihrem eigenen Heim pflegte, bis diese an ihrer Krankheit verstarben. Aus Butlers Sicht waren Prostituierte Opfer ihrer Lebensumstände.

### Kampf gegen die Contagious Diseases Acts
1869 nahm sie sich der Kampagne gegen die Contagious Diseases Acts an. Diese Gesetze zielten auf eine soziale und gesundheitspolitische Kontrolle von Prostituierten und machten allein diese, nicht aber ihre männlichen Klienten, für die Ausbreitung von Geschlechtskrankheiten verantwortlich. Mit der Zeitschrift The Storm Bell attackierte sie vor allem die Doppelmoral der Erlasse und setzte sich für eine bessere Erziehung und bessere Beschäftigungsmöglichkeiten von Frauen ein, um ihnen Alternativen zur Prostitution zu bieten.
Ihr langjähriger Kampf führte letztlich dazu, dass 1883 die Erlasse suspendiert und 1886 vollständig aufgehoben wurden. Butler setzte sich in den Folgejahren vor allem gegen den Frauenhandel ein. Sie trug außerdem dazu bei, dass 1885 das Ehemündigkeitsalter in Großbritannien von 13 auf 16 Jahre heraufgesetzt wurde. Über die langfristigen Auswirkungen, die ihre Kampagne hatte, schrieb die Autorin Melanie Phillipps:
[In den sechzehn Jahren, bis der Erlass widerrufen wurde] veränderte diese Kampagne die politische Landschaft. Mit der Kampagne wurden soziale und sexuelle Konventionen hinterfragt, die nie zuvor öffentlich diskutiert wurden. Die Kampagne radikalisierte zahlreiche Frauen, härtete sie ab gegenüber öffentlichen Angriffen und Verleumdungen und schuf eine Infrastruktur des politischen Protests. (Philipps, S. 86)

## Gedächtnis
In der Church of England wird Josephine Butlers am 30. Mai gedacht.

## Veröffentlichungen
- Patron Saint of Prostitutes. The History Press Ltd; Reprint Edition, 2021 (englisch), ISBN 978-0-7509-9657-0.
- Catharine of Siena: A Biography. Nachdruck der Originalausgabe von 1894. Hansebooks, Norderstedt, 2017 (englisch). Permanentlink urn:nbn:de:101:1-2019042122530891143255
- An Autobiographical Memoir. CreateSpace Independent Publishing Platform, 2017 (englisch), ISBN 978-1-5446-4152-2.
- Von Frauennot und Frauenhilfe: Josephine Butler's Leben nach ihren eigenen Schriften, Aufzeichnungen, Briefen. Ausgewählt und herausgegeben von George W. und Lucy A. Johnson. Ch. Kaiser, München 1928